# Qinhuai (rivier)
Qinhuai is een rivier in Jiangsu, Volksrepubliek China.
De Qinhuai is een zijrivier van de Yangtze, en was een belangrijke ader voor de ontwikkeling van de stad Nanjing, waar deze rivier dwars doorheen loopt, om uiteindelijk in de Jangtsekiang uit te monden.